# Саскилах
Саскилах (рус. Саскылах) село је и средиште Анабарског рејона, на северозападу Републике Јакутије у Руској Федерацији. Саскилах се налази на обали Анабара, који се улива у Лаптевско море.
Основан је 1930. године. У њему је 1989. године живело 1 900 становника, а 2001. године 2 128 становника.

## Становништво
| 1959. | 1970. | 1979. | 1989. | 2002. | 2010. |
| ----- | ----- | ----- | ----- | ----- | ----- |
| 445   | 863   | 1.534 | 1.856 | 1.985 | 2.317 |